# オロンテーア (チェスティ)
『オロンテーア』（L'Orontea）は、アントニオ・チェスティの作曲したオペラである。このオペラはプロローグと三幕から構成されている。台本はアンドレーア・チッコニーニの戯曲にもとづいてジョヴァンニ・フィリッポ・アポッローニが改訂したものである。このオペラは1656年2月19日インスブルックにおいて初演され、17世紀イタリアオペラのなかでもきわめて大きな人気を博したもののひとつとなった。なお、チッコニーニの戯曲には他の同時代の作曲家数名が音楽を付しているが、このチェスティの作曲したものがもっとも有名である。

## あらすじ
プロローグ
“哲学”と“愛”という役が、人間を支配する力をより多く持っているのはどちらか論じ合う。
第1幕
女王オロンテーアの治めるエジプト。女王の相談役である賢人のクレオンテは、王国の利益のために結婚をすすめるがオロンテーアは「愛」を拒む。そのような時に、若い画家アリドーロが彼の母と思われるアリステーアともども保護を求めて王宮に到着する。アリドーロは、フェニキアの王宮から逃げ出さなければならなかった次第を説明する。オロンテーアは自ら誓いに反してアリドーロに恋したことを自覚する。しかも同様に、宮中の婦人シランドラもアリドーロに恋心を抱く。
第2幕
少年「イスメロ」に扮したジャチンタがオロンテーアの王宮へやってきて、フェニキアの女王がアリドーロを殺害するために追っ手を送り込んだことの背景に自らが関わっていたことを説明する。オロンテーアはジャチンタを殺害しないように、かろうじて自らを制する。クレオンテはいまや女王がアリドーロに恋していることを悟り、平民を選ばぬように女王をとがめる。アリステーアが「イスメロ」に恋をする一方で、アリドーロはシランドラの肖像を描く。オロンテーアは嫉妬に狂い、気を失ってしまう。彼女は後悔してアリドーロに対し、自らの愛を告白する手紙と王冠を託す。
第3幕
クレオンテはオロンテーアに対し、アリドーロを拒絶するように強いる。アリドーロが王位を示す装身具を持っていることが発覚し、盗んだのだと非難される。アリステーアは、アリドーロこそ長い間行方知れずとなっていたフェニキアの王子フロリダーノであることを証明するこの装身具の由来を説明する。幼いころに彼はアリステーアの夫の率いる賊にさらわれ、以来彼女が自らの息子として育ててきたのだという。かくしてアリドーロは、晴れてオロンテーアとの結婚を許される。